# Соуза Родригес, Жуан Педро де
Жуа́н Пе́дро де Со́уза Родри́гес (порт.-браз. João Pedro de Sousa Rodrigues); более известный, как Жуан Педро (порт.-браз. João Pedro) род. 31 декабря 2003, Сети-Лагоас, Минас-Жерайс) — бразильский футболист, защитник клуба «Коринтианс».

## Клубная карьера
Педро — воспитанник клуба «Коринтианс». 10 марта 2024 года в поединке Лиги Паулиста против «Агуа Санта» он дебютировал за основной состав. 16 июня в матче против «Сан-Паулу» он дебютировал в бразильской Серии A. Летом того же года Педро на правах аренды перешёл в клуб «Сеара». 27 августа в матче против «Гремио Новуризонтино» он дебютировал в бразильской Серии B. По окончании аренды игрок вернулся в «Коринтианс». 22 января 2025 года в поединке Лиги Паулиста против «Агуа Санта» Жуан забил свой первый гол за «Коринтианс».